# Ledston
Ledston är en by och unparished area i distriktet Leeds i Storbritannien. Den ligger i grevskapet West Yorkshire och riksdelen England, i den centrala delen av landet, 260 km norr om huvudstaden London. Ledston var en civil parish 1866–2013. Civil parish hade 349 invånare år 2021. Byn nämndes i Domedagsboken (Domesday Book) år 1086, och kallades då Ledestun/Ledestune.